# Fujivara no Tamemicu
Fujivara no Tamemicu, japonski kugjo, * 942, † 992.